# Midžor
Midžor (srbsko Миџор) ali Midžur (bolgarsko Миджур) je vrh v pogorju Stara planina (Balkan). Nahaja se na meji med Srbijo in Bolgarijo. Z nadmorsko višino 2169 metrov je najvišji vrh zahodne Stare planine in najvišja gora Srbije (brez Kosova).
Zaradi lege na državni meji je bil do leta 1990 turistični dostop prepovedan. Narava je ostala nedotaknjena. Dostop z bolgarske strani je iz vasi Čuprene in Gorni Lom, ki ležita v Vidinski oblasti.